# Álvaro Soler
Álvaro Tauchert Soler (n. 9 ianuarie 1991, Sant Cugat del Vallès, Catalonia, Spania) este un cântăreț spaniol-german de muzică pop. 

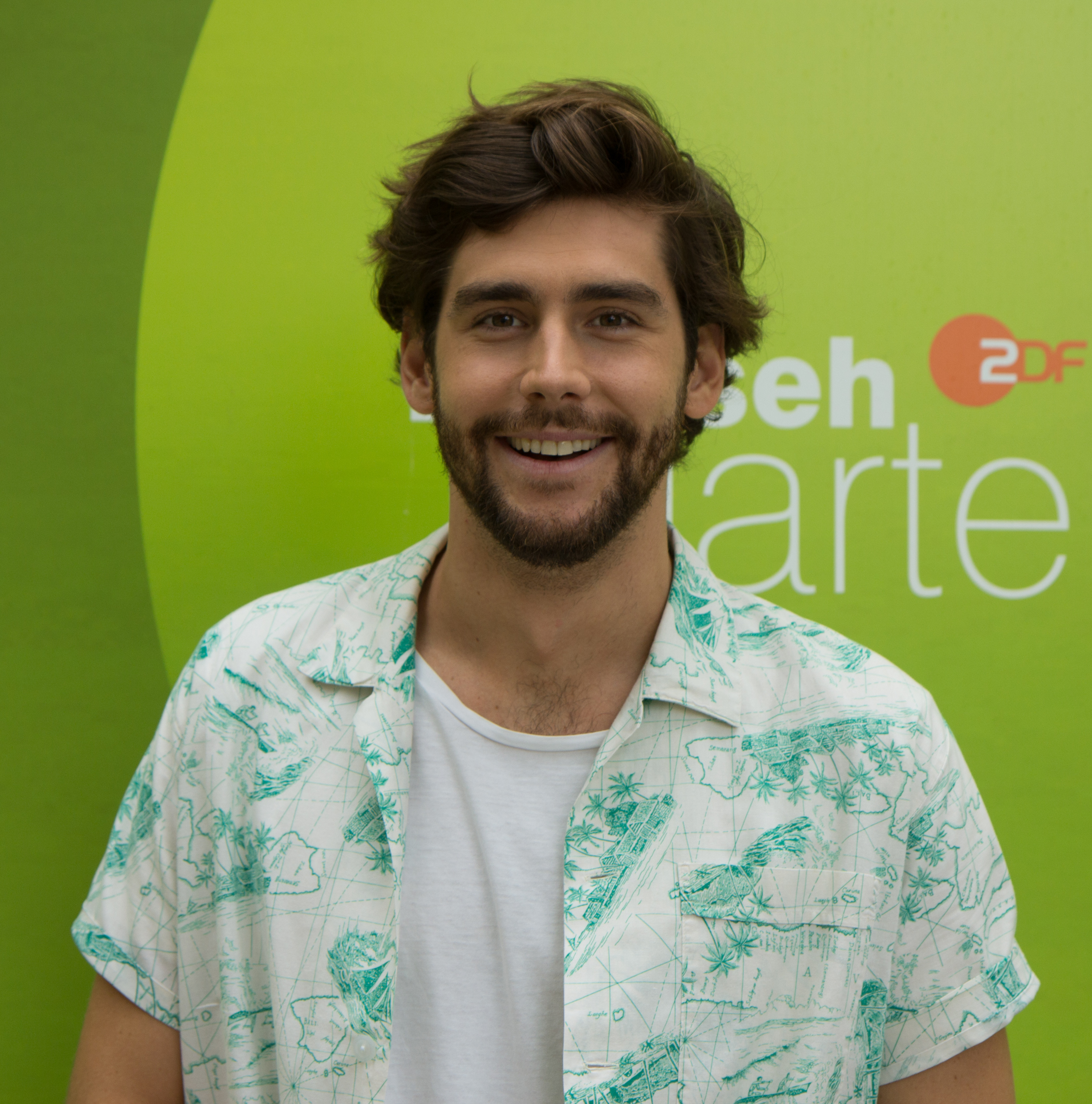
Álvaro Soler (2018)

## Biografie
Fiul unei mame spaniol - belgiană și unui tată german a crescut până la vârsta de zece ani, în orașul său natal, Barcelona, apoi a mers cu familia sa la Tokyo, unde a urmat  o școală germană și a cantat într-o trupă de elevi. La 17 ani, s-a întors la Barcelona și a studiat design industrial la Escuela de Grafismo Elisava din 2009 până în 2013.
La zece ani a început lecții de pian. Cu fratele său mai mic de doi ani și doi prieteni, a înființat în 2010 la Barcelona, trupa Urban Light. În anul următor, au câștigat o competiție de talente universitare. Au produs un single și un album și în 2013 au ajuns în final Castingshow-ului național de talente Tú sí que vales. 
În cele din urmă, Universal Music s-a interesat de Álvaro Soler și a semnat un contract cu el ca muzician solo. La începutul anului 2015, cântărețul multilingv s-a mutat la Berlin și a înregistrat albumul său de debut Eterno agosto.    

## Discografie

### Albume
- 2015 : Eterno agosto (El mismo sol)
- 2018 : Mar de colores
- 2021: Magia
- 2022: The Best Of 2015 - 2022

### Singles
- El mismo sol (2015)
- Agosto (2015)
- Sofia (2016)
- Libre cu Monika Lewczuk (2016)
- Animal (2017)
- Yo contigo, tú conmigo (The Gong Gong Song) duo cu trupa Morat (2017)
- La Cintura (2018)
- Lo mismo cu Maître Gims(2018)
- La Cintura (Remix) cu Flo Rida și TINI (2018)
- Loca (2019)
- Sobrenatural, (cu Juan Magán, Marielle Hazlo) (2019)

## Premii (selecție)
- Die Eins der Besten
  - 2017: la categoria „Hit video hit of the year” (Sofia )
  - 2019: la categoria „Hit of the Year” ( La cintura )
- Radio Regenbogen Award
  - 2019: în categoria Summer Hit 2018

## Legaturi externe
- Site oficial
- Álvaro Soler's channel pe YouTube